# 潘氏金福
潘氏金福（越南語：、越南語發音：[faːŋ tʰɪ̂ˀ kim fúk͡p̚]；1963年4月2日—），中文媒體或稱潘金福，又譯潘金馥，一般暱稱金福，越南裔加拿大人，越南战争受害者，金福基金會的創立者。九歲時在越南戰爭中受燒夷彈波及，當時驚恐的照片曾獲得普立茲獎。

## 普立茲獎照片
潘金福當時住在南越厚义省盏盘郡（今西宁省盏盘市社）的村莊。1972年6月8日，當時南越軍隊正與北越軍隊在浪滂交戰。潘金福與家人跟隨南越陸軍與難民，從該地的一處高臺教寺廟往南越領地逃竄，遭南越飛行員誤認為敵軍而遭到燒夷彈轟炸，她本人、兩名兄弟與兩名親戚均遭灼傷。當時美聯社的攝影記者黄公崴（Huỳnh Công Út；或稱Nick Út）拍下她在混亂中逃命的景象，這張照片成為越戰中令人印象最深刻的一張，並獲得普立茲獎與1972年的世界新聞攝影比賽獎項。根據多年之後的採訪，潘還記得她當時以越南語大喊著（好燙、好燙）。
之後，黄公崴立刻將潘金福與其它小孩送到西貢的一間醫院。當時醫師認為她已藥石罔效，然而，經過了十四個月住院與十七次手術，她終究得以康復返家。黄公崴继续探視潘金福，直到他因三年后的430事件撤出為止。

## 成年後
潘金福長大成人後，為了躲避成為反戰象征的壓力，便向當時的越南政府請求批准她前往古巴繼續學業。同時也從高台教改信基督教，並與当时的總理范文同成為好友。
在获得准许之后，她迁居到古巴，并遇到了她未來的丈夫裴輝全。1989年黄公崴来到古巴与兩人相见。1992年金福与裴輝全结婚並一同去度蜜月。在飞机在加拿大紐芬蘭與拉布拉多的甘德加油之际，他们离开了飞机并流亡到加拿大。他们现在居住在安大略亞積士并有了两个小孩。
1996年，她與戰時曾拯救她的外科醫生們再次會面。據報導2015 年，她曾在邁阿密的一家醫院接受免費的激光治療，以減少左臂和背部的疤痕。
最近一捲尼克森與其白宮幕僚長哈利·霍爾德曼對話的錄音帶顯示，尼克森曾經懷疑這張照片會不會是「變造」的。錄音帶釋出之後，黄公崴表示：「儘管我拍的這張照片成為二十世紀最值得紀念的幾張照片之一，1972年6月12日當尼克森總統在報紙上看到照片時，也懷疑過它的真假……對我、肯定也對其他許多人而言，這張照片的真實性無以復加。它如同越戰本身一般真實。我所記錄越戰的恐怖無須變造。那位受驚的小女孩至今依然活著，她正是這張照片為真的可信證言。三十年前的那一刻，金福與我永遠不會忘記。那一刻徹底改變了我倆的人生。」
另外，英國攝影記者艾倫·唐斯也有拍攝金福逃難的照片，由獨立電視新聞公司播出。

## 越南紀念演說
1996年美國退伍軍人節（11月11日），她在越戰紀念碑前面發表演說。在演說中她呼籲道，我們不能改變過去，但可以努力締造和平的未來。演講後，越戰退伍軍人约翰·普盧默與朋友商量，請他們替他向金福詢問，宣稱他是當年下令轟炸盞盤的人，不知道金福願不願意見他一面。金福答應了邀請，並在見面後原諒了他。美國廣播公司稍後以特別報導的方式報導了這件「金福寬恕了當年下令轟炸的美國人」的新聞。但實際瞭解攻擊行動的人士卻駁斥普盧默自稱下令轟炸的說法，而普盧默隨後也承認，他並沒有親自下令發動該次空襲，但表示自己係負責與南越協調作戰的工作。根據華盛頓郵報在1997年12月19日的報導，普盧默說他在越戰時接到某位與南越陸軍共事的美國軍事顧問來電，要求對盞盤的村莊進行空襲。他將此指示傳達給美國空軍，而美國空軍又接著請求南越空軍進行轟炸。稍後他在星條旗報看到了這張照片，而發現這次轟炸行動與自己有關。
為了支持自己的論點，普盧默拿出一份稍後經美國陸軍證明為真的銅星勳章證書副本，其中詳細說明了他當時的職責，也同時提及當時美軍係與南越協同作戰。
但是普盧默的同僚對他則多所批評，認為他誇大了自己在盞盤攻擊之中的重要性，並讓美軍遭受不公平的非難，因為在當時當地所進行的戰事，其實幾乎完全是由南越軍所執行。

## 榮譽
1997年11月10日，金福獲任命為联合国教科文组织亲善大使。
Denise Chong替金福撰寫的傳記於1999年出版。
2004年10月22日，她因救助世界各地戰爭受難兒童的行動，獲得多倫多約克大學的榮譽法學博士學位。同年又獲頒安大略最高榮譽勳章。

## 宣傳品
這張知名的照片提供給格里菲斯大學的新聞相片學系與其副學士學位，作為平面與電視廣告使用。2004年8月30日，該大學為金福舉辦了「金福座談會」（an evening with Kim Phuc）。

## 瑣事
- 一個位在賓夕法尼亞州匹茲堡的地下龐克樂團以金福之名為樂團名稱。該團的領頭是匹茲堡的龐克樂偶像羅布·亨利。[16]

## 爭議
挪威暢銷推理小說家湯姆·埃格蘭2016年8月在社交網站Facebook上傳一系列戰爭歷史照，稱為「改變戰爭史的7張照片」，其中1972年潘氏金福脫去著火衣物、全裸哭著逃亡的經典照片被Facebook移除，理由是禁止用戶發布兒童色情照。
其後艾格蘭在Facebook分享挪威每日新聞報（Dagsavisen）刊登潘氏金福對此事看法的文章，內文寫到「金國際基金會」（Kim Foundation International）發言人的轉述：「那些人將這張歷史照片的焦點放在裸體，而不是照片所傳達的震撼人心的訊息，這讓潘氏金福感到悲傷。潘氏金福完全支持黄公崴拍攝的這張紀實照片，這張照片拍下關鍵時刻，真實記錄戰爭的恐怖與戰爭對無辜平民的影響。」
然而艾格蘭的這篇貼文也被Facebook刪除，他的Facebook帳號甚至被停止24小時，此事引起挪威全國民眾不滿，痛批Facebook過度審查，有人更認為Facebook方面不想相關照片使人聯想到當年美軍在越南的戰爭罪行。

## 外部連結
- 商業周刊介紹（需要加入會員） （页面存档备份，存于）
- bbs.cqzg.cn
- www.hourofpower.org （页面存档备份，存于）
- Kim Phuc Foundation （页面存档备份，存于）
- UNESCO: Kim Phúc Phan Thi （页面存档备份，存于）
- . Associated Press Images.   [2022-06-08]. （原始内容存档于2022-09-01）.
- . CBS News.   [2022-06-08]. （原始内容存档于2022-06-08）.
- . David Spencer's Education Paragon.   [2022-06-08]. （原始内容存档于2018-06-12）. (including 2003 photo)
- Archival Video: Napalm Girl Phan Thị Kim Phúc （页面存档备份，存于）
- . BBC Radio 4.   [2022-06-08]. （原始内容存档于2022-06-08）.
- Joe McNally (2010). "Phan Thị Kim Phúc, 1995 (photograph) （页面存档备份，存于）". joemcnally.com.